# Bengt Sjölin
Bengt Johan Olof Sjölin (i riksdagen kallad Sjölin i Trollhättan), född 1 mars 1886 i Borås, död 12 september 1968 i Trollhättan, var en svensk ingenjör och politiker (folkpartist).
Bengt Sjölin, som var son till en smed, var lokomotivkonstruktör i Trollhättan 1904-1914 och i Motala 1914-1919, varefter han blev chefskonstruktör och senare överingenjör och försäljningschef vid Nydqvist & Holm AB 1919-1951. Han var också verkställande direktör för Swedish Locomotive Works Association AB 1948-1961.
Vid sidan av yrkeslivet var han aktiv i IOGT. Han var också ledamot i Trollhättans stadsfullmäktige 1937-1958, från 1947 som vice ordförande.
Han var riksdagsledamot i andra kammaren 1949-1958 för Älvsborgs läns norra valkrets. I riksdagen var han bland annat ledamot i bevillningsutskottet 1952-1956. Han var bland annat engagerad i energi- och skattefrågor.